# Congo (Albacete)
El Congo es un barrio situado al noroeste de la ciudad española de Albacete. La barriada vio la luz en los años 1960 para las clases más necesitadas.

## Geografía
El barrio está situado al noroeste de la ciudad de Albacete, entre las calles La Roda (Circunvalación) al sur, Virgen del Pilar al norte, Churruca al oeste e Indira Gandhi al este. Limita con los barrios Canal de María Cristina al oeste, El Pilar al sur, Imaginalia al norte y Cañicas al noreste.

## Historia
El Congo se creó en los años 1960. El llamado Patronato de la Campaña de Navidad y Reyes de Albacete, fundado en 1961, fue el encargado de construir los bloques de viviendas que conforman el barrio, destinados a las clases más humildes.
Del patronato formaban parte el Gobierno Civil —donde tenía su sede—, el Obispado, Cáritas Diocesana, el Colegio de Arquitectos, Organización Sindical, el diario La Voz de Albacete, Radio Albacete, Radio Popular, la Caja de Ahorros, la Diputación, el Ayuntamiento y las delegaciones provinciales de Auxilio Social, Juventudes, Trabajo y Vivienda.
Los últimos inquilinos en ocupar una de las nuevas viviendas del barrio lo hicieron a mediados de los años 1980, si bien la mayoría llegaron mucho antes.

## Sanidad
El barrio alberga el Centro de Salud Zona 7 y un Punto de Atención Continuada del Servicio de Urgencias de Atención Primaria de Albacete.

## Educación
En el Congo se encuentra el Centro de Atención a la Infancia (CAI) El Pilar, inaugurado en 2008.

## Transporte
El barrio queda conectado mediante las siguientes líneas de autobús urbano:
| Línea | Trayecto | Recorrido                                                        | Frecuencia                                         |
| ----- | --- | ---------------------------------------------------------------- | -------------------------------------------------- |
|       | Campus UCLM - Barrio de Vereda                                                                                                 | Recorrido Archivado el 17 de abril de 2014 en Wayback Machine.   | 12-18 minutos                                      |
|       | Estación de Ferrocarril - Estación de Autobuses - Hospital General Universitario - Hospital Universitario del Perpetuo Socorro | Recorrido Archivado el 22 de febrero de 2014 en Wayback Machine. | 15-22 minutos                                      |
|       | Ciudad - Parque Empresarial Campollano                                                                                         | Recorrido Archivado el 17 de abril de 2014 en Wayback Machine.   | Salidas 7:20, 8:20, 14:40, 15:20 (desde la ciudad) |